# Sergiusz (Wasilkow)
Sergiusz, imię świeckie Nikołaj Nilowicz Wasilkow (ur. 10 listopada?/22 listopada 1861, zm. 29 czerwca 1937 w Nowosybirsku) – arcybiskup Rosyjskiego Kościoła Prawosławnego. 

## Życiorys
Urodził się w rodzinie kapłana prawosławnego na terenie eparchii pskowskiej. Ukończył Akademię Duchowną w Petersburgu, po czym został nauczycielem w parafialnej szkole w miejscowości Michajłowska, również w eparchii pskowskiej. 6 listopada 1888 przyjął święcenia kapłańskie, będąc żonatym. Pracował jako wykładowca w seminariach duchownych kolejno w Rydze, Ufie, Pińsku (jako kierownik seminarium) i Arzamasie (na analogicznym stanowisku). Po I wojnie światowej ponownie pracował jako kapłan w tym samym mieście, nie pełniąc już funkcji w seminariach. W 1922 owdowiał i cztery lata później zdecydował się złożyć śluby zakonne. 
W miesiąc po złożeniu ślubów, 25 maja 1926, został biskupem czelabińskim i miaskim. Po roku został aresztowany przez OGPU i skazany na trzyletnie zesłanie administracyjne do miasta Irbit. Po odbyciu kary pozwolono mu na zamieszkanie w Szadryńsku. 10 października 1933 został mianowany biskupem tomskim, zaś w październiku 1934 locum tenens tronu patriarszego metropolita Sergiusz mianował go arcybiskupem. Po reorganizacji eparchii na obszarze Syberii stanął na czele nowo powołanej eparchii nowosybirskiej. Został ponownie aresztowany w nocy z 4 na 5 maja 1937, po odprawieniu Świętej Liturgii w soborze Wniebowstąpienia Pańskiego w Nowosybirsku, razem z grupą innych kapłanów i świeckich. Został oskarżony o przewodzenie tajnej organizacji kontrrewolucyjnej o charakterze monarchistycznym, prowadzenie działań dywersyjnych i agitacji antyradzieckiej. 25 czerwca 1937 został skazany na śmierć przez „trójkę” NKWD, zaś cztery dni później rozstrzelany. 
Zrehabilitowany 7 lutego 1958.